# Eliahu Kirszbraun

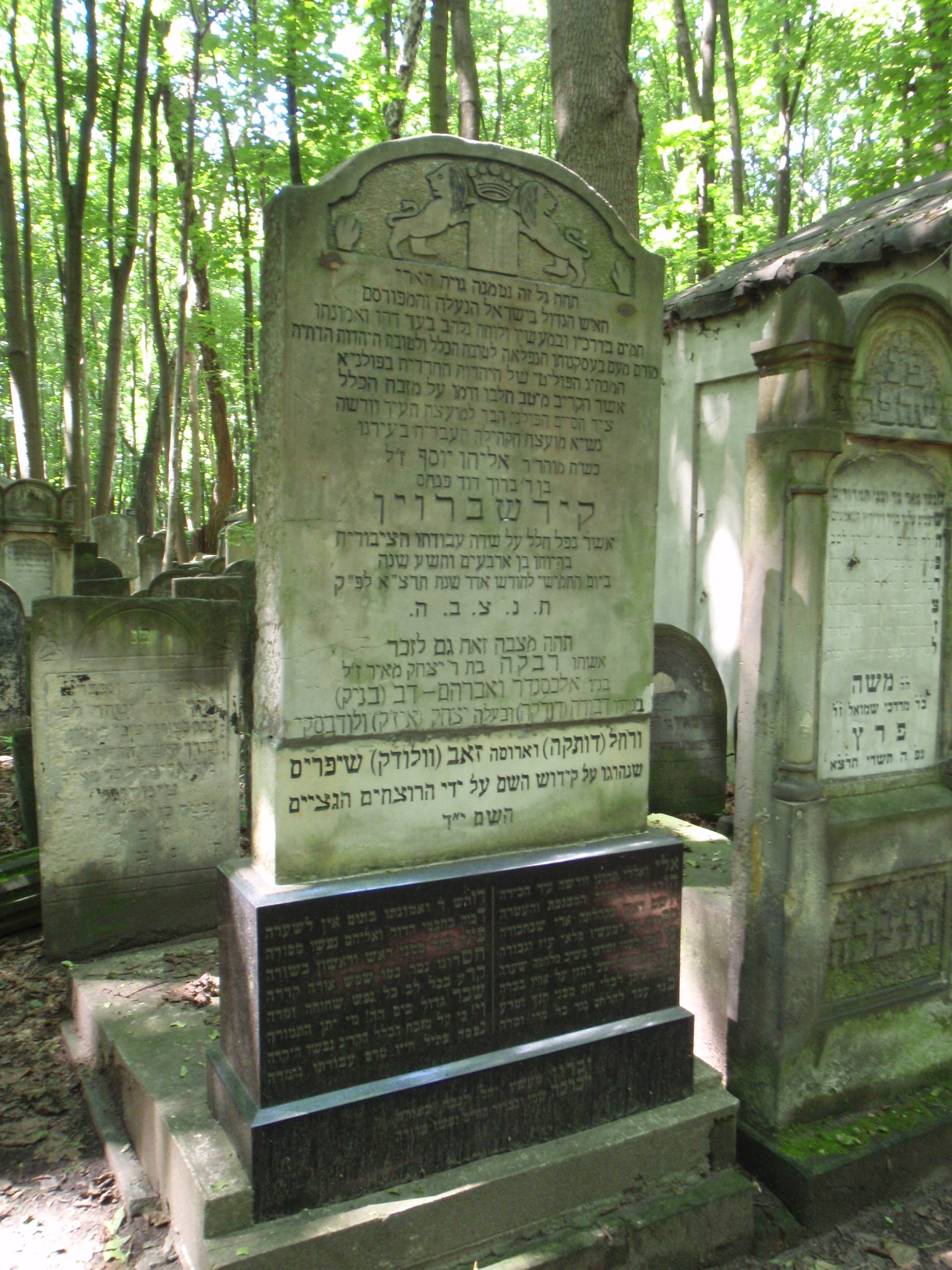
Grób Eliahu Kirszbrauna na cmentarzu żydowskim w Warszawie

Eliahu Josef Kirszbraun (ur. 2 stycznia 1882 w Warszawie, zm. 22 lutego 1931 tamże) – polski polityk żydowskiego pochodzenia, poseł na Sejm II RP I i II kadencji oraz czynny działacz ortodoksyjnej partii Agudat Israel, której był wiceprezesem. 

## Życiorys
Był kupcem, prezesem rady gminy żydowskiej w Warszawie i radnym m.st. Warszawy w latach 1919-1931. Był członkiem wielu organizacji charytatywnych. W 1920 wszedł w skład Komitetu Obrony Państwa.
„Za zasługi położone dla państwa” w 1931 został odznaczony przez prezydenta Ignacego Mościckiego Krzyżem Oficerskim Orderu Odrodzenia Polski.
Pochowany jest na cmentarzu żydowskim przy ulicy Okopowej w Warszawie (kwatera 57, rząd 1).